# Bogusflow
Bogusflow fue un grupo español de rock de corta vida.  Nació en Zaragoza en 1997 y se separó en 2001.
Estuvo conformado por varios miembros de la banda de la primera etapa de Enrique Bunbury en solitario, durante la gira de presentación de Radical sonora.

## Historia
Bogusflow fue llamada inicialmente Jade, como un proyecto de banda de rock en Zaragoza (España). Fue formada en 1997 por Alan Boguslavsky (quien había tocado en estudio y en giras con Héroes del Silencio) en voz y guitarras, Ramón Gacias en la batería, Del Morán en el bajo y Copi Corellano en los teclados. Además, todos estaban en la banda de apoyo para Enrique Bunbury cuando grabó su primer disco en solitario Radical sonora, lanzado en septiembre de ese mismo año.
En 1999, la banda firmó un contrato con el pequeño sello discográfico zaragozano Grabaciones En El Mar, con el cual lanzaron sus únicos dos trabajos en estudio: el EP de 3 canciones llamado The Dream Of The Dead y el CD de 7 canciones, autotitulado Bogusflow. Durante los siguientes dos años, la banda realizó algunas presentaciones en España, sin lograr el verdadero éxito comercial.
En 2001 la banda se disolvió y su líder, Alan Boguslavsky, editó un álbum intimista llamado The art of waiting, con 10 temas grabados en su propia casa y tocando él mismo todos los instrumentos.

## Miembros
- Alan Boguslavsky - Voz, guitarra.
- Copi Corellano - Teclados
- Ramón Gacías - Batería
- Del Morán - Bajo

## Discografía
- Bogusflow  - (1999)
- Hello Stranger - (Sencillo,  1998)
- The Dream Of The Dead - (EP, 1999)